# August Enna
Pour les articles homonymes, voir Enna, Enna (genre) et Bruno Enna.
August Enna, né le 13 mai 1859 à Nakskov et mort le 3 août 1939 à Copenhague, est un compositeur danois.

## Œuvres
- Kysset (ballet, 1927)
- Deux symphonies
- Un concerto pour violon
- Des mélodies
- Plusieurs opéras